# 2013 FQ28
2013 FQ28 ist ein Planetoid, der am 17. März 2013 am Cerro Tololo Observatory, La Serena, entdeckt wurde und zur Gruppe der Kuipergürtel-Planetoiden gehört. Der Asteroid läuft auf einer mäßig exzentrischen Bahn in 503 Jahren um die Sonne, so dass er sich in einer 3:1-Bahnresonanz mit dem Neptun befindet. Die Bahnexzentrizität seiner Bahn beträgt 0,27, wobei diese 25,70° gegen die Ekliptik geneigt ist.